# Słodowanie
Słodowanie – drugi etap podczas produkcji słodu nazywany inaczej kiełkowaniem ziarna.
Jest to skomplikowany proces fizjologiczny rozwoju kiełka liścieniowego i korzonkowego zarodka ziarna. Najczęściej wykorzystywany jest przez browary jako surowiec do warzenia piwa oraz destylarnie do produkcji whisky. Trwa on około 7 dni. 

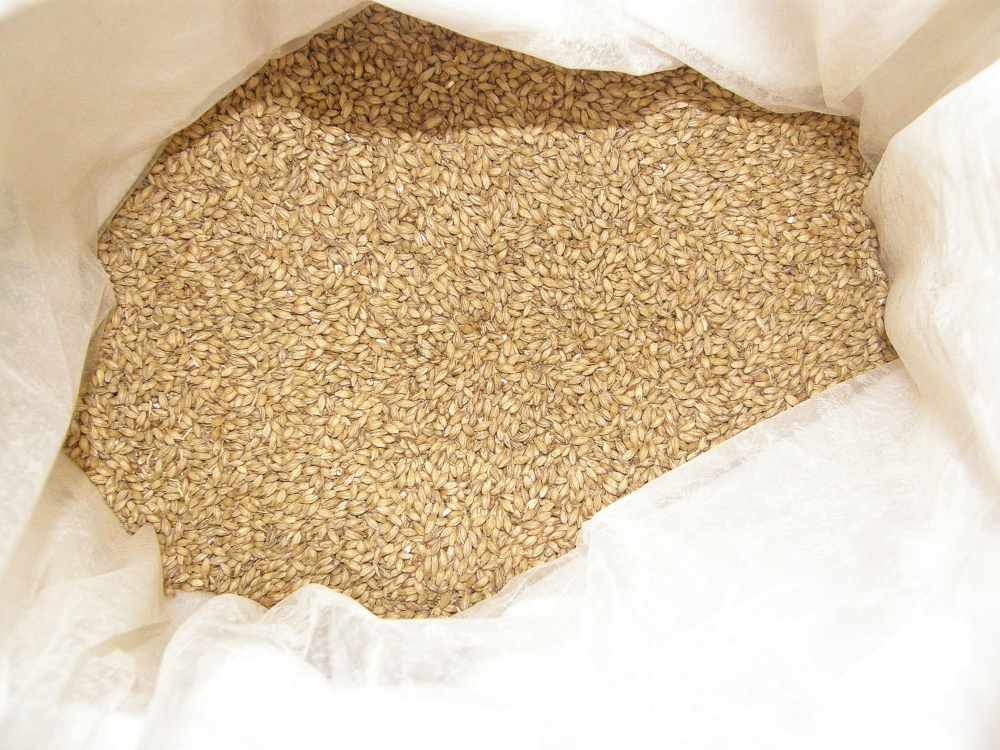
Ziarno przed procesem słodowania

W piwowarstwie słodowanie ziarna ma na celu rozluźnienie struktury bielma, rozpoczęcie procesu kiełkowania i dzięki temu wytworzenie odpowiedniej ilości enzymów. Tak przygotowane ziarno (słód) poddawane jest następnie procesowi zacierania, w którym skrobia jest w odpowiedniej temperaturze kleikowana (ok. 65 st C), a enzymy rozkładają ją na cukry proste. Dopiero rozłożenie skrobi na cukry proste pozwala drożdżom rozpocząć proces fermentacji.

## Etapy tworzenia słodu

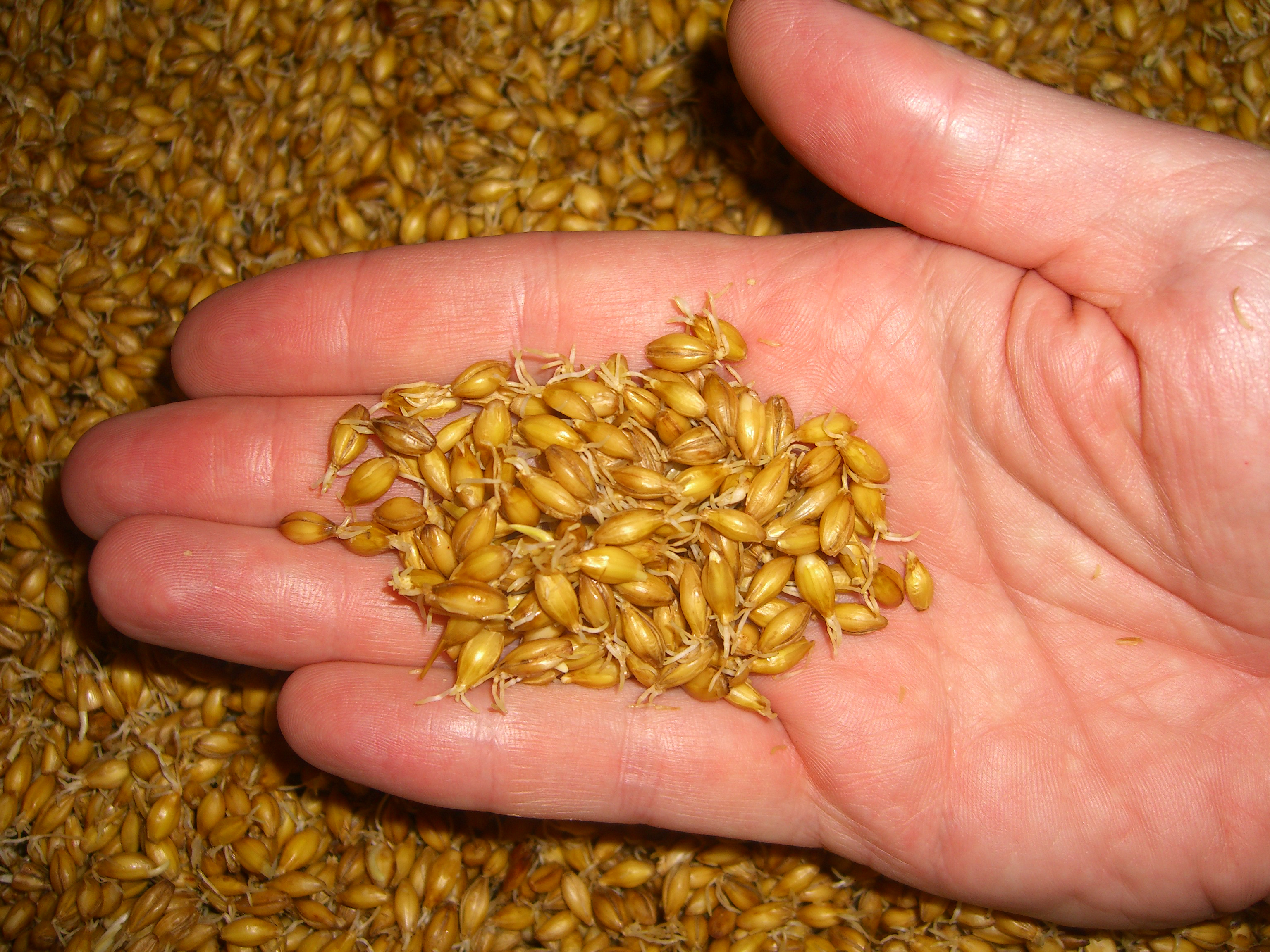
Ziarno w trzecim dniu słodowania

Proces kiełkowania odbywa się w tzw. skrzyniach (skrzynio-suszniach) lub odpowiednio skonstruowanych bębnach. Skrzynie wyposażone są w specjalne urządzenia, które przewracają grubą warstwę ziarna w celu zapewnienia im jednakowych warunków rozwoju. Dawniej proces ten prowadzono na klepiskach (utwardzona powierzchnia, najczęściej podłogi stodół), gdzie warstwa słodu nazywała się grzędą.
Ziarno ręcznie układa się w jednolitą warstwę. W warstwie ziarna na klepiskach bardzo ciężko jest zapewnić odpowiednie warunki oraz dostęp powietrza dlatego do tego celu używane są narzędzia takie jak łopata czy radełko do orania grzędy.
Pod koniec okresu kiełkowania ziarna splatają się korzonkami. Kiedyś słodownik musiał ręcznie kopać i orać grzędę, ale dzisiejsze nowoczesne słodownie posiadają klimatyzacje. Wszystkie zabiegi wykonywane są mechanicznie.
To czy etap kiełkowania dobiegł końca sprawdza się przez badanie fizjologicznego rozwoju ziarna. W czasie procesu kiełkowania rozwijają się korzonki oraz kiełek liściowy, który nie może wyjść poza łuskę ziarna. Ziarno z uszkodzoną łuską nazywane jest huzarem. Ziarno z taką wadą nie może jednak przejść dalej, gdyż słód traci wtedy swoje wartości. Ogólnie ujmując w etapie kiełkowania dla słodowników oraz piwowarów najważniejsze są wytwarzające się w tym procesie enzymy. Są one tak ważne ponieważ wykorzystuje się je w etapie zacierania na warzelni. Jednak w procesie kiełkowania enzymy te powodują, że nierozpuszczalne i niedostępne składniki ziarna stają się dostępne dzięki uzyskaniu tzw. rozluźnienia ziarna.